# HD 126128
HD 126128 är en gulvit stjärna i huvudserien i Björnvaktarens stjärnbild.
Stjärnan har visuell magnitud +6,74 och kräver fältkikare för att kunna observeras. Närmare observationer har bekräftat att den är en trippelstjärna där två att stjärnor bestämts till spektralklass som F0V och F2V. 